# Harrys wundersames Strafgericht
Harrys wundersames Strafgericht (englisch: Night Court) ist eine US-amerikanische Sitcom, die von 1984 bis 1992 produziert wurde.

## Handlung
Überraschung am Strafgericht von Manhattan, mit einem solchen Richter hat niemand gerechnet. Harold „Harry“ T. Stone ist sehr jung, albern und verspielt. Und wie er berichtet, stand er auf der Liste zur Ernennung neuer Richter ganz unten. Da aber gerade  der Super Bowl lief, war er der Einzige, den man telefonisch erreichen konnte. Er tagt für gewöhnlich nachts am Strafgericht von Manhattan und beschäftigt sich in erster Linie mit Bagatellfällen, wie leichter Körperverletzung oder Prostitution. Um Leben und Tod geht es selten und wenn, dann aus anderen Gründen.
Richter Stones Sitzungen laufen im Allgemeinen eher unkonventionell ab, was zum Teil auf heftige Kritik der Kollegen trifft, die diese Art Verhalten als schädlich ansehen. Als großer Fan von Zaubereien aller Art kann es nämlich schon einmal geschehen, dass Richter Stone eine Taube aus dem Hut zaubert. Das ändert jedoch nichts an seiner Kompetenz, und seine Mitarbeiter gehen für ihn auch durchs Feuer.
Da ist auch der stellvertretende Bezirksstaatsanwalt Dan Fielding; ein arroganter Snob, der nur Geld und vor allem Frauen im Kopf hat, denen er bei jeder passenden und unpassenden Gelegenheit nachstellt, meist mit Erfolg. Dennoch ist er nicht nur kompetent, sondern tief im Inneren – auch wenn er es selbst nie zugeben würde – ein guter Mensch.
Die Pflichtverteidigung wurde zunächst von Liz Williams wahrgenommen, die aber schon nach kurzer Zeit von Billie Young abgelöst wurde. Doch auch sie blieb nur ein Jahr, bis schließlich Christine Sullivan kam. Sie ist eine verklemmte Person, die mit dem männlichen Geschlecht viele Probleme hat. Christine hebt des Öfteren den moralischen Zeigefinger und ist so der Contrapart des „verkommenen“ Dan Fielding. Für ihre Mandanten steht sie mit ihrem ganzen Können ein.
Gute Seele des Unternehmens Gericht, das versucht, Ordnung ins Chaos zu bringen und zudem die Übersicht zu behalten, ist der kauzige, manchmal etwas brummelige Gerichtssekretär Mac Robinson. Er ist Vietnamveteran und mit einer Vietnamesin verheiratet. Er lernte Quon Lee als junger Soldat in Vietnam kennen. Später folgte sie ihm in die USA, weil sie sich verliebt hatte. Natürlich ist es Harry, der die beiden traut.
Rückgrat des Gerichtes sind die Gerichtsdiener. Immer an Bord ist der hünenhafte Bull Shannon, der auf den ersten Blick dumm oder gar naiv erscheint. Doch steckt in ihm weitaus mehr, als man im ersten Moment erahnt, und er hat ein besonders großes Herz. Auf der Position der Gerichtsdienerin gab es zwei schnelle Wechsel, da die ersten beiden Frauen – Selma Hacker, eine notorische Raucherin und Florence Kleiner, ein kratzbürstiges Wesen – wegen ihres fortgeschrittenen Alters recht schnell verstarben. Mit Roz Russell wurde eine Gerichtsdienerin verpflichtet, die nach außen abweisend und kratzbürstig erscheint, dieses aber zumindest bis zu einem gewissen Punkt nur als Fassade aufgebaut hat.
Häufige Gäste sind der etwas übereifrige Hausmeister Art, Harrys spät gefundener Vater Buddy, der den größten Teil seines Lebens in Nervenheilanstalten verbracht hat und der Sänger Mel Tormé, von dem Harry ein Riesenfan ist. Zudem beschäftigt Dan Fielding den Obdachlosen Phil als eine Art Hilfskraft und nimmt ihn aus, wo es nur geht. Phil jedoch sieht in Dan einen Wohltäter.

## Besetzung
| Hauptrolle                                              | Schauspieler     | Deutsche Sprecher        |
| ------------------------------------------------------- | ---------------- | ------------------------ |
| Harold „Harry“ T. Stone, Richter                        | Harry Anderson   | Stefan Gossler           |
| Dan Fielding, Staatsanwalt                              | John Larroquette | Ivar Combrinck           |
| Mac Robinson, Rechtspfleger                             | Charles Robinson | Engelbert von Nordhausen |
| Mac Robinson, Rechtspfleger                             | Charles Robinson | Kurt Goldstein           |
| Mac Robinson, Rechtspfleger                             | Charles Robinson | Axel Lutter              |
| Bull Shannon, Gerichtsdiener                            | Richard Moll     | Helmut Krauss            |
| Christine Sullivan, Pflichtverteidigerin (ab Staffel 3) | Markie Post      | Traudel Haas             |
| Christine Sullivan, Pflichtverteidigerin (ab Staffel 3) | Markie Post      | Rita Engelmann           |
| Liz Williams, Pflichtverteidigerin (Staffel 1)          | Paula Kelly      | Inken Sommer             |
| Billie Young, Pflichtverteidigerin (Staffel 2)          | Ellen Foley      | Rebecca Völz             |
| Lana Wagner, Rechtspflegerin (Staffel 1)                | Karen Austin     | Cornelia Meinhardt       |
| Selma Hacker, Gerichtsdienerin (Staffel 1–2)            | Selma Diamond    | Barbara Ratthey          |
| Florence Kleiner, Gerichtsdienerin (Staffel 3)          | Florence Halop   | Tilly Lauenstein         |
| Roz Russell, Gerichtsdienerin (ab Staffel 4)            | Marsha Warfield  | Andrea Brix              |
| Roz Russell, Gerichtsdienerin (ab Staffel 4)            | Marsha Warfield  | Barbara Ratthey          |
| Wiederkehrende Rolle                                    | Schauspieler     | Deutsche Sprecher        |
| Art Fensterman, Hausmeister                             | Mike Finneran    | Herbert Stass            |
| Art Fensterman, Hausmeister                             | Mike Finneran    | Hans Nitschke            |
| Quon Lee                                                | Denice Kumagai   | Katharina Gräfe          |
| Quon Lee                                                | Denice Kumagai   | Janina Richter           |
| Lisette Hocheiser, Gerichtsschreiberin                  | Joleen Lutz      | Philine Peters-Arnolds   |
| Phil Sanders                                            | William Utay     | Wilfried Herbst          |
| Will Sanders                                            | William Utay     | Wilfried Herbst          |
| Buddy Ryan                                              | John Astin       | Heinz-Theo Branding      |
| Buddy Ryan                                              | John Astin       | Hermann Ebeling          |
| Mel Tormé                                               | Mel Tormé        | Eric Vaessen             |
| Tony Giuliano                                           | Ray Abruzzo      | Joachim Tennstedt        |

## Synchronisation
Die deutsche Fassung entstand bei Arena Synchron in Berlin. Die deutschen Dialogbücher schrieb Ivar Combrinck, der auch Synchronregie führte und John Larroquette seine Stimme lieh. Die Titelmelodie und musikalische Untermalung wurden in der deutschsprachigen Version durch frei an das Original angelehnte Kompositionen von Uli Roever ersetzt.

## Bemerkungen
Zuerst entwickelte Seriencreator Reinhold Weege das Konzept, dass ein Richter im Mittelpunkt stehen soll, der sich für Zauberei interessiert und der Mel Tormé liebt. Passenderweise wurde mit Harry Anderson ein Mann für die Rolle besetzt, der Berufszauberer war und Mel Tormé liebt.
Im ersten Jahr hatte das Team eine große Fluktuation zu verkraften. Die Rolle der Pflichtverteidigerin wurde insgesamt vier Mal besetzt. Markie Post, die die Rolle dann bis zum Ende innehatte, war am Anfang die erste Wahl, kam jedoch nicht aus ihrem Vertrag bei der Serie Ein Colt für alle Fälle heraus. Die Darstellerinnen der ersten beiden Gerichtsdienerinnen, Selma Diamond und Florence Halop verstarben auch im wahren Leben. Auch auf der Position des Gerichtssekretärs gab es einen Wechsel, da Karen Austin eine Filmkarriere anstrebte. So kam es, dass von der ursprünglichen Besetzung nur Harry Anderson, John Larroquette und Richard Moll immer dabei waren.
Staatsanwalt Dan Fielding trägt, wie man mehrfach erfährt, eigentlich einen anderen Namen. Nicht Dan, sondern Reinhold ist sein Geburtsname. Hier erlaubten sich die Autoren einen kleinen Scherz und spielten damit auf den Creator der Serie, Reinhold Weege an.
In der amerikanischen TV-Serie 30 Rock wurde in Staffel 3, Episode 3, ein alternatives Ende mit den Originalschauspielern produziert, in dem es zur Hochzeit zwischen Harry und Christine kommen sollte.

## Auszeichnungen
Die Serie wurde für zwei Golden Globes (beide Male John Larroquette) und 31 Emmies nominiert, von denen auch 7 gewonnen wurden, 4 allein von John Larroquette.

## Neuauflage
Anfang 2023 wurde auf NBC die erste Folge einer Neuauflage der Serie unter dem gleichen Titel gesendet. Melissa Rauch, die zusammen mit ihrem Ehemann Winston auch für Entwicklung und Produktion der Serie verantwortlich ist, spielt die Richterin am New Yorker Strafgericht, Abby Stone, Tochter des verstorbenen Richters Harry Stone aus der Originalserie. John Larroquette nimmt seine Rolle als Dan Fielding wieder auf, der aber mittlerweile pensioniert und verwitwet ist und vor dem Nachtgericht nun in umgekehrter Rolle als Pflichtverteidiger auftritt. Weitere wesentliche Rollen werden von India de Beaufort als Staatsanwältin Olivia Moore (Staffel 1–2) und Lacretta als Gerichtsdienerin Donna „Gurgs“ Gurganous gespielt. Staffel 1 umfasste 16 Episoden, die überwiegend 2024 ausgestrahlte Staffel 2 weitere 13. Mittlerweile wurde die Serie für eine dritte Staffel verlängert. Eine Ausstrahlung im deutschsprachigen Raum erfolgte bislang noch nicht.

## Episodenliste

### Staffel 1
| Nr. ges. | Nr. | Folgentitel                       | Folgentitel             | Erstausstrahlung | Erstausstrahlung |
| Nr. ges. | Nr. | Deutsch                           | Original                | Deutschland      | USA              |
| -------- | --- | --------------------------------- | ----------------------- | ---------------- | ---------------- |
| 1        | 1   | Aufgepasst, der Richter kommt     | All You Need Is Love    |                  | 04.01.1984       |
| 2        | 2   | Der Nikolaus weiß alles           | Santa Goes Downtown     |                  | 11.01.1984       |
| 3        | 3   | Die Vergangenheit des Harry Stone | The Former Harry Stone  |                  | 18.01.1984       |
| 4        | 4   | Mutterfreuden für den Richter     | Welcome Back, Momma     |                  | 02.01.1984       |
| 5        | 5   | Ein heikler Fall                  | The Eye of the Beholder |                  | 08.02.1984       |
| 6        | 6   | Die Morddrohung                   | Death Threat            |                  | 15.02.1984       |
| 7        | 7   | Die liebestolle Carla             | Once in Love With Harry |                  | 22.02.1984       |
| 8        | 8   | Das eifersüchtige Trio            | Quadrangle of Love      |                  | 29.02.1984       |
| 9        | 9   | Lana auf Wolke Sieben             | Wonder Drugs            |                  | 07.03.1984       |
| 10       | 10  | Russisches Schachmatt             | Some Like It Hot        |                  | 14.03.1984       |
| 11       | 11  | Starrummel                        | Harry and the Rock Star |                  | 21.03.1984       |
| 12       | 12  | Bull’s Geheimnis                  | Bull’s Baby             |                  | 28.03.1984       |
| 13       | 13  | Der verschollene Ehemann          | Hi Honey, I’m Home      |                  | 31.03.1984       |

### Staffel 2
| Nr. ges. | Nr. | Folgentitel                  | Folgentitel                                      | Erstausstrahlung | Erstausstrahlung |
| Nr. ges. | Nr. | Deutsch                      | Original                                         | Deutschland      | USA              |
| -------- | --- | ---------------------------- | ------------------------------------------------ | ---------------- | ---------------- |
| 14       | 1   | Schwester Sarah              | The Nun                                          |                  | 27.09.1984       |
| 15       | 2   | Der stolze Vater             | Christine and Mac (a.k.a. Daddy for the Defense) |                  | 04.10.1984       |
| 16       | 3   | Katzenjammer                 | Billie and the Cat                               |                  | 18.10.1984       |
| 17       | 4   | Der Lotteriegewinn           | Pick a Number                                    |                  | 25.10.1984       |
| 18       | 5   | Jeremy, das Computergenie    | The Computer Kid                                 |                  | 01.11.1984       |
| 19       | 6   | Freiwillige Väter vor!       | Bull Gets a Kid                                  |                  | 08.11.1984       |
| 20       | 7   | Harry vor Gericht            | Harry on Trial                                   |                  | 15.11.1984       |
| 21       | 8   | Das Tagebuch der Unmoral     | Harry and the Madam                              |                  | 22.11.1984       |
| 22       | 9   | Die Pfeife                   | Inside Harry Stone                               |                  | 29.11.1984       |
| 23       | 10  | Der Schneesturm              | The Blizzard                                     |                  | 06.12.1984       |
| 24       | 11  | Der verlogene Herzensbrecher | Take My Wife, Please                             |                  | 13.12.1984       |
| 25       | 12  | Geburtstagseinbruch          | The Birthday Visitor                             |                  | 03.01.1985       |
| 26       | 13  | Besuch für Dan               | Dan’s Parents                                    |                  | 10.01.1985       |
| 27       | 14  | Eine irre Verhandlung        | Nuts About Harry                                 |                  | 17.01.1985       |
| 28       | 15  | Alte Liebe                   | An Old Flame                                     |                  | 24.01.1985       |
| 29       | 16  | Böse Geister                 | The Gypsy                                        |                  | 31.01.1985       |
| 30       | 17  | Der verkannte Poet           | Battling Bailiff                                 |                  | 07.02.1985       |
| 31       | 18  | Billie’s Fehlgriff           | Billie’s Valentine                               |                  | 14.02.1985       |
| 32       | 19  | Dan auf Freiersfüßen         | Married Alive                                    |                  | 21.02.1985       |
| 33       | 20  | Der Weg nach oben            | Mac and Quon Le: Together Again                  |                  | 28.02.1985       |
| 34       | 21  | Völkerverständigung          | World War III                                    |                  | 02.05.1985       |
| 35       | 22  | Keine faulen Ausreden!       | Walk, Don’t Wheel                                |                  | 09.05.1985       |

### Staffel 3
| Nr. ges. | Nr. | Folgentitel                       | Folgentitel                      | Erstausstrahlung | Erstausstrahlung |
| Nr. ges. | Nr. | Deutsch                           | Original                         | Deutschland      | USA              |
| -------- | --- | --------------------------------- | -------------------------------- | ---------------- | ---------------- |
| 36       | 1   | Die Neuen                         | Hello, Goodbye                   |                  | 26.09.1985       |
| 37       | 2   | Ein Wesen vom anderen Stern       | The Hostage                      |                  | 03.10.1985       |
| 38       | 3   | Die Nudistengemeinschaft          | Dad’s First Date                 |                  | 17.10.1985       |
| 39       | 4   | Großvater Clarence                | Mac and Quon Le: No Reservations |                  | 24.10.1985       |
| 40       | 5   | Verliebt in eine Hexe!            | Halloween, Too                   |                  | 31.10.1985       |
| 41       | 6   | Männlein oder Weiblein?           | Best of Friends                  |                  | 07.11.1985       |
| 42       | 7   | Des Postens enthoben              | Dan’s Boss                       |                  | 14.11.1985       |
| 43       | 8   | Psychiater sind auch nur Menschen | Up On the Roof                   |                  | 28.11.1985       |
| 44       | 9   | Die Mühlen der Justiz – Teil 1    | The Wheels of Justice (1)        |                  | 05.12.1985       |
| 45       | 10  | Die Mühlen der Justiz – Teil 2    | The Wheels of Justice (2)        |                  | 12.12.1985       |
| 46       | 11  | In den Fängen der Liebe           | Walk Away, Renee                 |                  | 19.12.1985       |
| 47       | 12  | Gigolo Dan                        | Dan’s Escort                     |                  | 09.01.1986       |
| 48       | 13  | Der Stellvertreter                | The Night Off                    |                  | 16.01.1986       |
| 49       | 14  | Vaterfreuden für Harry            | Harry and Leon                   |                  | 23.01.1986       |
| 50       | 15  | Andere Länder, andere Sitten      | The Apartment                    |                  | 30.01.1986       |
| 51       | 16  | Eltern für Leon                   | Leon, We Hardly Knew Ye          |                  | 06.02.1986       |
| 52       | 17  | Der Überfall                      | The Mugger                       |                  | 20.02.1986       |
| 53       | 18  | Fauler Zauber                     | Could This Be Magic?             |                  | 27.02.1986       |
| 54       | 19  | Tierische Auswirkungen            | Monkey Business                  |                  | 06.03.1986       |
| 55       | 20  | Die Pensionierung                 | Flo’s Retirement                 |                  | 13.03.1986       |
| 56       | 21  | Mütter vor Gericht – Teil 1       | Hurricane (1)                    |                  | 01.05.1986       |
| 57       | 22  | Mütter vor Gericht – Teil 2       | Hurricane (2)                    |                  | 08.05.1986       |

### Staffel 4
| Nr. ges. | Nr. | Folgentitel                   | Folgentitel                      | Erstausstrahlung | Erstausstrahlung |
| Nr. ges. | Nr. | Deutsch                       | Original                         | Deutschland      | USA              |
| -------- | --- | ----------------------------- | -------------------------------- | ---------------- | ---------------- |
| 58       | 1   | Die Puppenspieler             | The Next Voice You Hear…         |                  | 02.10.1986       |
| 59       | 2   | Der Lebensretter              | Giving Thanks                    |                  | 09.10.1986       |
| 60       | 3   | Monster mit Herz              | Author, Author                   |                  | 16.10.1986       |
| 61       | 4   | Leon kehrt zurück             | Halloween II: The Return of Leon |                  | 30.10.1986       |
| 62       | 5   | Sturkopf Dan – Teil 1         | Dan’s Operation (1)              |                  | 06.11.1986       |
| 63       | 6   | Sturkopf Dan – Teil 2         | Dan’s Operation (2)              |                  | 13.11.1986       |
| 64       | 7   | Dan, der Geheimagent          | The New Judge                    |                  | 20.11.1986       |
| 65       | 8   | Harry zwischen zwei Frauen    | Contempt of Courting             |                  | 27.11.1986       |
| 66       | 9   | Das Erdbeben                  | Earthquake                       |                  | 04.12.1986       |
| 67       | 10  | Die Südsee-Prinzessin         | Prince of a Guy                  |                  | 11.12.1986       |
| 68       | 11  | Ausflug mit Folgen            | New Year’s Leave                 |                  | 18.12.1986       |
| 69       | 12  | Spenden macht froh            | Murder                           |                  | 08.01.1987       |
| 70       | 13  | Mac dreht durch               | Baby Talk                        |                  | 15.01.1987       |
| 71       | 14  | Ein Papiertiger für Christine | The Modest Proposal              |                  | 29.01.1987       |
| 72       | 15  | Rekord zu brechen             | A Day in the Life                |                  | 05.02.1987       |
| 73       | 16  | Auf den Hund gekommen         | Rabid                            |                  | 12.02.1987       |
| 74       | 17  | Christines Freundin           | Christine’s Friend               |                  | 19.02.1987       |
| 75       | 18  | Auf frischer Tat betatscht    | Caught Red Handed                |                  | 26.02.1987       |
| 76       | 19  | Vater oder nicht Vater        | Paternity                        |                  | 18.03.1987       |
| 77       | 20  | Quon Le und die Einbürgerung  | Here’s to You, Mrs. Robinson     |                  | 25.03.1987       |
| 78       | 21  | Wer wird Richter? – Teil 1    | Her Honor (1)                    |                  | 29.04.1987       |
| 79       | 22  | Wer wird Richter? – Teil 2    | Her Honor (2)                    |                  | 06.05.1987       |

### Staffel 5
| Nr. ges. | Nr. | Folgentitel                    | Folgentitel                            | Erstausstrahlung | Erstausstrahlung |
| Nr. ges. | Nr. | Deutsch                        | Original                               | Deutschland      | USA              |
| -------- | --- | ------------------------------ | -------------------------------------- | ---------------- | ---------------- |
| 80       | 1   | Wer wird Richter? – Teil 3     | Her Honor (3)                          |                  | 17.09.1987       |
| 81       | 2   | Wer wird Richter? – Teil 4     | Her Honor (4)                          |                  | 24.09.1987       |
| 82       | 3   | Bulls göttliche Eingebung      | Death of a Bailiff                     |                  | 15.10.1987       |
| 83       | 4   | Zwei Damen stürzen ab          | Ladies Night                           |                  | 22.10.1987       |
| 84       | 5   | Vom Teufel geritten            | Safe                                   |                  | 29.10.1987       |
| 85       | 6   | Die rollende Leiche            | Mac’s Dilemma                          |                  | 12.11.1987       |
| 86       | 7   | Eine liebenswerte Nichte       | Who Was That Mashed Man?               |                  | 19.11.1987       |
| 87       | 8   | Ein Job für einen ganzen Mann  | No Hard Feelings                       |                  | 26.11.1987       |
| 88       | 9   | Der Insulin-Schock – Teil 1    | Constitution (1)                       |                  | 03.12.1987       |
| 89       | 10  | Der Insulin-Schock – Teil 2    | Constitution (2)                       |                  | 10.12.1987       |
| 90       | 11  | Weihnachtsabend im Gericht     | Let It Snow                            |                  | 17.12.1987       |
| 91       | 12  | Hoch explosiv                  | Dan, the Walking Time Bomb             |                  | 07.01.1988       |
| 92       | 13  | Mein Vater, die Nervensäge     | Hit the Road, Jack                     |                  | 14.01.1988       |
| 93       | 14  | Wer ist hier normal?           | I’m OK, You’re Catatonic/Schizophrenic |                  | 21.01.1988       |
| 94       | 15  | Party mit Profikiller          | Chrizzi’s Honor                        |                  | 11.02.1988       |
| 95       | 16  | Drei Nonnen für ein Waisenhaus | Another Day in the Life                |                  | 18.02.1988       |
| 96       | 17  | In Versuchung geführt          | Heart of Stone                         |                  | 25.02.1988       |
| 97       | 18  | Ost/West-Beziehungen           | Russkie Business                       |                  | 25.03.1988       |
| 98       | 19  | Hart aber verständnisvoll      | Jung and the Restless                  |                  | 01.04.1988       |
| 99       | 10  | Faule Tricks                   | Top Judge                              |                  | 08.04.1988       |
| 100      | 21  | Wie gewonnen so zerronnen      | Mac’s Millions                         |                  | 05.05.1988       |
| 101      | 22  | Auf in den Kampf – Teil 1      | Danny Got His Gun (1)                  |                  | 12.05.1988       |

### Staffel 6
| Nr. ges. | Nr. | Folgentitel                       | Folgentitel                      | Erstausstrahlung | Erstausstrahlung |
| Nr. ges. | Nr. | Deutsch                           | Original                         | Deutschland      | USA              |
| -------- | --- | --------------------------------- | -------------------------------- | ---------------- | ---------------- |
| 102      | 1   | Auf in den Kampf – Teil 2         | Danny Got His Gun (2)            |                  | 26.10.1988       |
| 103      | 2   | Auf in den Kampf – Teil 3         | Danny Got His Gun (3)            |                  | 26.10.1988       |
| 104      | 3   | Dan ins Parlament?                | Fire                             |                  | 02.11.1988       |
| 105      | 4   | Harry und die Menschlichkeit      | Harry and the Tramp              |                  | 09.11.1988       |
| 106      | 5   | „Psycho“                          | Educating Rhoda                  |                  | 16.11.1988       |
| 107      | 6   | Führe mich nicht in Versuchung    | The Last Temptation of Mac       |                  | 23.11.1988       |
| 108      | 7   | Der vornehme Club                 | The Law Club                     |                  | 30.11.1988       |
| 109      | 8   | „Andi“                            | Night Court of the Living Dead   |                  | 14.12.1988       |
| 110      | 9   | Weihnachten ohne Spielzeug?       | The Night Court Before Christmas |                  | 21.12.1988       |
| 111      | 10  | Bull in der Forschung             | Mental Giant                     |                  | 11.01.1989       |
| 112      | 11  | Mutterinstinkte                   | Rock-a-Bye Baby                  |                  | 18.01.1989       |
| 113      | 12  | Stunde der Wahrheit – Teil 1      | Clip Show (1)                    |                  | 25.01.1989       |
| 114      | 13  | Stunde der Wahrheit – Teil 2      | Clip Show (2)                    |                  | 25.01.1989       |
| 115      | 14  | Der Seifenoper-Fan                | The Trouble is Not in Your Set   |                  | 01.02.1989       |
| 116      | 15  | Bull in der Spiel-Show            | The Game Show                    |                  | 15.02.1989       |
| 117      | 16  | Moderne Zeiten                    | This Old Man                     |                  | 01.03.1989       |
| 118      | 17  | Seltsame Bettgenossen             | Strange Bedfellows               |                  | 08.03.1989       |
| 119      | 18  | Schnüffler und Verrückte – Teil 1 | From Snoop to Nuts (1)           |                  | 15.03.1989       |
| 120      | 19  | Schnüffler und Verrückte – Teil 2 | From Snoop to Nuts (2)           |                  | 22.03.1989       |
| 121      | 20  | Schwerer Junge – Späte Liebe      | Pen Pals                         |                  | 12.04.1989       |
| 122      | 21  | Nicht mein Typ                    | Not My Type                      |                  | 26.04.1989       |
| 123      | 22  | Vergiß Acapulco!                  | Yet Another Day in the Life      |                  | 03.05.1989       |

### Staffel 7
| Nr. ges. | Nr. | Folgentitel                       | Folgentitel                                                | Erstausstrahlung | Erstausstrahlung |
| Nr. ges. | Nr. | Deutsch                           | Original                                                   | Deutschland      | USA              |
| -------- | --- | --------------------------------- | ---------------------------------------------------------- | ---------------- | ---------------- |
| 124      | 1   | Auf Wohnungssuche                 | Life With Buddy                                            |                  | 27.09.1989       |
| 125      | 2   | Wenn ich einmal reich wär         | If I Were a Rich Man                                       |                  | 11.10.1989       |
| 126      | 3   | Lieber mit dem Leibwächter        | The Cop and the Lady                                       |                  | 18.10.1989       |
| 127      | 4   | Die Gespensterverhandlung         | Come Back to the Five and Dime, Stephen King, Stephen King |                  | 25.10.1989       |
| 128      | 5   | Alle wollen nur das Eine!         | Blue Suede Bull                                            |                  | 01.11.1989       |
| 129      | 6   | Neue Wohngemeinschaften           | For Love or Money                                          |                  | 08.11.1989       |
| 130      | 7   | Hilfe, ich werde verheiratet!     | Auntie Maim                                                |                  | 15.11.1989       |
| 131      | 8   | Tödliche Kekse?                   | Attack of the Mac Snacks                                   |                  | 22.11.1989       |
| 132      | 9   | Reingelegt – Teil 1               | Branded (1)                                                |                  | 29.11.1989       |
| 133      | 10  | Reingelegt – Teil 2               | Branded (2)                                                |                  | 06.12.1989       |
| 134      | 11  | Vergebliche Liebesmüh’            | Passion Plundered                                          |                  | 20.12.1989       |
| 135      | 12  | Dauernd im Einsatz                | Amore or Less                                              |                  | 03.01.1990       |
| 136      | 13  | Rette, wer kann!                  | Razing Bull                                                |                  | 17.01.1990       |
| 137      | 14  | Der Zukunftsmensch                | Futureman                                                  |                  | 24.01.1990       |
| 138      | 15  | Hochzeit in der Pizzeria – Teil 1 | Wedding Bell Blues (1)                                     |                  | 07.02.1990       |
| 139      | 16  | Hochzeit in der Pizzeria – Teil 2 | Wedding Bell Blues (2)                                     |                  | 14.02.1990       |
| 140      | 17  | Die Talk Show                     | The Talk Show                                              |                  | 21.02.1990       |
| 141      | 18  | (K)ein Grund zum feiern           | Melvin and Harold                                          |                  | 28.02.1990       |
| 142      | 19  | Der russische Halsabschneider     | The Glasnost Menagerie                                     |                  | 07.03.1990       |
| 143      | 20  | Der Schuß ging daneben            | I Said Dance!                                              |                  | 14.03.1990       |
| 144      | 21  | Drei Väter zuviel                 | My Three Dads                                              |                  | 28.03.1990       |
| 145      | 22  | Wer kriegt Debbie?                | Still Another Day in the Life                              |                  | 04.04.1990       |
| 146      | 23  | Unter der Lupe                    | A Closer Look                                              |                  | 11.04.1990       |
| 147      | 24  | Operation Klapperstorch           | The Blues of the Birth                                     |                  | 02.05.1990       |

### Staffel 8
| Nr. ges. | Nr. | Folgentitel                           | Folgentitel                                                   | Erstausstrahlung | Erstausstrahlung |
| Nr. ges. | Nr. | Deutsch                               | Original                                                      | Deutschland      | USA              |
| -------- | --- | ------------------------------------- | ------------------------------------------------------------- | ---------------- | ---------------- |
| 148      | 1   | Nicht unter Kollegen! – Teil 1        | A Family Affair (1)                                           |                  | 28.09.1990       |
| 149      | 2   | Nicht unter Kollegen! – Teil 2        | A Family Affair (2)                                           |                  | 05.10.1990       |
| 150      | 3   | Die Frau seiner Träume                | When Harry Met Margaret                                       |                  | 12.10.1990       |
| 151      | 4   | Liebe ist nicht käuflich              | Can’t Buy Me Love                                             |                  | 19.10.1990       |
| 152      | 5   | Der vermeintliche Todesengel          | Death Takes a Halloween                                       |                  | 26.10.1990       |
| 153      | 6   | Wegbereiter – Teil 1                  | Crossroads (1)                                                |                  | 02.11.1990       |
| 154      | 7   | Wegbereiter – Teil 2                  | Crossroads (2)                                                |                  | 02.11.1990       |
| 155      | 8   | Ein völlig neues Erlebnis             | Day Court                                                     |                  | 09.11.1990       |
| 156      | 9   | Opernabend à la Dan                   | A Night Court at the Opera                                    |                  | 16.11.1990       |
| 157      | 10  | Harry & Terry                         | Nobody Says Rat Fink Anymore                                  |                  | 23.11.1990       |
| 158      | 11  | Happening mit einem Maler             | Jail Bait                                                     |                  | 07.12.1990       |
| 159      | 12  | Schlechter Scherz                     | It’s Just a Joke                                              |                  | 14.12.1990       |
| 160      | 13  | Roz und der kleine Tyrann             | Bringing Down Baby                                            |                  | 04.01.1991       |
| 161      | 14  | Der reiche Penner                     | Presumed Insolvent                                            |                  | 23.01.1991       |
| 162      | 15  | Zu früh gefreut                       | Mama Was a Rollin’ Stone                                      |                  | 30.01.1991       |
| 163      | 16  | Bull auf Freiersfüßen                 | Attachments Included                                          |                  | 06.02.1991       |
| 164      | 17  | Die berühmte Frage                    | Alone Again, Naturally                                        |                  | 13.02.1991       |
| 165      | 18  | Der rettende Engel                    | Hey Harry, F’Crying Out Loud – It is a Wonderful Life … Sorta |                  | 27.02.1991       |
| 166      | 19  | Das schlechte Gewissen                | To Sleep, No More                                             |                  | 06.03.1991       |
| 167      | 20  | Raus aus der Selbsthilfegruppe        | With a Little Help From My Friends                            |                  | 13.03.1991       |
| 168      | 21  | Der neue Butler                       | Mac Takes a Vocation                                          |                  | 20.03.1991       |
| 169      | 22  | Der interessanteste Mann von New York | Harry’s Fifteen Minutes                                       |                  | 03.04.1991       |
| 170      | 23  | Nur nichts überstürzen! – Teil 1      | Where There’s a Will, There’s a Tony (1)                      |                  | 01.05.1991       |
| 171      | 24  | Nur nichts überstürzen! – Teil 2      | Where There’s a Will, There’s a Tony (2)                      |                  | 08.05.1991       |

### Staffel 9
| Nr. ges. | Nr. | Folgentitel                         | Folgentitel                            | Erstausstrahlung | Erstausstrahlung |
| Nr. ges. | Nr. | Deutsch                             | Original                               | Deutschland      | USA              |
| -------- | --- | ----------------------------------- | -------------------------------------- | ---------------- | ---------------- |
| 172      | 1   | Ein Phantom im Gericht – Teil 1     | A Guy Named Phantom (1)                |                  | 18.09.1991       |
| 173      | 2   | Ein Phantom im Gericht – Teil 2     | A Guy Named Phantom (2)                |                  | 25.09.1991       |
| 174      | 3   | Die Pechsträhne                     | My Life As a Dog Lawyer                |                  | 02.10.1991       |
| 175      | 4   | Wieder der Alte!                    | Puppy Love                             |                  | 09.10.1991       |
| 176      | 5   | Die Wochenend-Weltreise             | Pop Goes the Question                  |                  | 16.10.1991       |
| 177      | 6   | Spion zum Dinner                    | Guess Who’s Listening to Dinner?       |                  | 30.10.1991       |
| 178      | 7   | Junggesellenparty mit Hindernissen  | Looking for Mr. Shannon                |                  | 06.11.1991       |
| 179      | 8   | Bulls jungfräuliche Erneuerung      | Teacher’s Pet                          |                  | 13.11.1991       |
| 180      | 9   | Professor Stone                     | The System Works                       |                  | 17.11.1991       |
| 181      | 10  | Bull unter der Haube                | Get Me to the Roof on Time             |                  | 20.11.1991       |
| 182      | 11  | Gesucht: Weihnachtsstimmung         | Santa on the Lam                       |                  | 11.12.1991       |
| 183      | 12  | Ein Glatze für Mel Torme            | Shave and a Haircut                    |                  | 08.01.1992       |
| 184      | 13  | New Yorks Ausverkauf                | A New York Story                       |                  | 15.01.1992       |
| 185      | 14  | Das Unterwäsche-Modell              | Undressed For Success                  |                  | 22.01.1992       |
| 186      | 15  | Wenn Damen pokern                   | Poker? I Hardly Know Her               |                  | 05.02.1992       |
| 187      | 16  | Christine im Kongreß – Teil 1       | Party Girl (1)                         |                  | 12.02.1992       |
| 188      | 17  | Christine im Kongreß – Teil 2       | Party Girl (2)                         |                  | 12.02.1992       |
| 189      | 18  | Liebes- und Lobeshymnen             | To Sir With … Ah, What the Heck … Love |                  | 26.02.1992       |
| 190      | 19  | Die Safeknacker                     | P.S. Do I Know You?                    |                  | 04.03.1992       |
| 191      | 20  | Neuer Job – Neues Glück – Teil 1    | Opportunity Knock Knocks (1)           |                  | 13.05.1992       |
| 192      | 21  | Neuer Job – Neues Glück – Teil 2    | Opportunity Knock Knocks (2)           |                  | 13.05.1992       |
| 193      | 22  | Harter Aufstieg in die High Society | The 1992 Boat Show                     |                  | 31.05.1992       |